# بانوی اول سوریه
بانوی اول سوریه، عنوانی است که به همسر رئیس‌جمهور سوریه نسبت داده می‌شود. در ۵۱ سال گذشته، دو بانوی اول متوالی از یک خانواده حاکم، یعنی خانواده اسد آمده‌اند.

## فهرست بانوان اول سوریه
| ردیف | نام                                        | تصویر | آغاز           | پایان          | رئیس‌جمهور        |
| ---- | ------------------------------------------ | ----- | -------------- | -------------- | ---------------- |
| ۱    | بحیرا الدوتی                               |       | ۱۷ اوت ۱۹۴۳    | ۳۰ مه ۱۹۴۹     | شکری قوتلی       |
| ۲    | نوران الزعیم                               |       | ۱۱ آوریل ۱۹۴۹  | ۱۴ اوت ۱۹۴۹    | حسنی الزعیم      |
| ۳    | -                                          |       | ۱۴ اوت ۱۹۴۹    | ۱۵ اوت ۱۹۴۹    | سامی الحناوی     |
| ۴    | -                                          |       | ۱۵ اوت ۱۹۴۹    | ۲ دسامبر ۱۹۵۱  | هاشم الاتاسی     |
| ۵    | -                                          |       | ۳ دسامبر ۱۹۵۱  | ۱۱ ژوئیه ۱۹۵۳  | فوزی سلو         |
| ۶    | فتینه الفناری                              |       | ۱۱ ژوئیه ۱۹۵۳  | ۲۵ فوریه ۱۹۵۴  | ادیب شیشکلی      |
| ۷    | -                                          |       | ۲۸ فوریه ۱۹۵۴  | ۶ سپتامبر ۱۹۵۵ | هاشم الاتاسی     |
| ۸    | بحیرا الدوتی                               |       | ۶ سپتامبر ۱۹۵۵ | ۲۲ فوریه ۱۹۵۸  | شکری قوتلی       |
| ۹    | تحیه محمدکاظم (بانوی اول جمهوری متحد عربی) |       | ۲۲ فوریه ۱۹۵۸  | ۱۴ دسامبر ۱۹۶۱ | جمال عبدالناصر   |
| ۱۰   | شهیره الکودی                               |       | ۱۴ دسامبر ۱۹۶۱ | ۸ مارس ۱۹۶۳    | ناظم قدسی        |
| ۱۱   | -                                          |       | ۹ مارس ۱۹۶۳    | ۲۷ ژوئیه ۱۹۶۳  | لؤی الاتاسی      |
| ۱۲   | زینب حافظ                                  |       | ۲۷ ژوئیه ۱۹۶۳  | ۲۳ فوریه ۱۹۶۶  | امین الحافظ      |
| ۱۳   | سلمه الحسیبی                               |       | ۲۵ فوریه ۱۹۶۶  | ۱۸ نوامبر ۱۹۷۰ | نورالدین الاتاسی |
| ۱۴   | انیسه مخلوف                                |       | ۱۲ مارس ۱۹۷۱   | ۱۰ ژوئن ۲۰۰۰   | حافظ اسد         |
| ۱۵   | اسما اسد                                   |       | ۱۳ دسامبر ۲۰۰۰ | ۸ دسامبر ۲۰۲۴  | بشار اسد         |
| ۱۶   | لطیفه دروبی                                |       | ۲۹ ژانویه ۲۰۲۵ | –              | احمد الشرع       |